# Lugaid mac Con
Lugaid mac Con ['Luɣiðʴ mak kon], auch oft nur Mac Con genannt, ist im Historischen Zyklus der keltischen Mythologie Irlands der Name eines Königs von Irland aus dem 3. Jahrhundert. Er war ein Ziehsohn des Königs Ailill Aulom, der Neffe seines Verbündeten Lugaid Lága und der Gegner seines Ziehbruders Eogan.

## Mythologie
In der Erzählung Cath Maige Mucrama („Die Schlacht von Mag Mucrama“) wird berichtet, dass Lugaid mac Con von seinem Ziehbruder Eogan vom Thron vertrieben wird. Er flüchtet daraufhin nach Schottland, wo er den König als Helfer gewinnt, ein Heer aufstellt und zurückkehrt. In der Schlacht von Mag Mucrama („Ebene des Schweinezählens“ in Connacht, heute County Galway) vernichtet er die Truppen Eogans und dessen Verbündeten Art mac Cuinn, des Vaters des zukünftigen Hochkönigs Cormac mac Airt. Art wird von Lugaid Lága erschlagen und auch Eogan fällt im Kampf.
Lugaid mac Con herrscht nun von Tara aus über ganz Irland. Als er jedoch gegen das Gebot der „Wahrhaftigkeit des Herrschers“ (fír flathemon) verstößt – er fällt in einem Rechtsstreit ein ungerechtes Urteil zugunsten seiner Gattin – kommt Unheil in Form von Unfruchtbarkeit über sein Reich („...no grass came through the earth, nor leaf on tree, nor grain in corn.“). Deshalb wird Lugaid vom Volk zur Abdankung gezwungen und flüchtet zu seinem Ziehvater Ailill Aulom. Dieser ermordet ihn jedoch aus Rache für den Tod seines Sohnes Eogan.